# Joan Colomer
Joan Colomer (? - ?) fou un músic català.
Va obtenir el Benefici de l'antic Hospital de Santa Caterina de la Capella de Música de Santa Maria de Castelló d'Empúries fins al any 1761.